# Dmitrij Grigor'evič Pavlov
Dmitrij Grigor'evič Pavlov (in russo Дмитрий Григорьевич Павлов?; Kologrivskij rajon, 23 ottobre 1897 – Mosca, 22 luglio 1941) è stato un generale sovietico.

## Biografia
Veterano del primo conflitto mondiale, partecipò alla guerra civile russa servendo l'Armata Rossa fin dal 1919. Fino al 1936 fu al comando di una unità tattica corazzata. Nel 1936-1937 prese parte anche alla guerra civile spagnola e fu a capo delle forze corazzate sovietiche che sostenevano l'esercito repubblicano; ebbe il nome di battaglia di Pablo e ricevette per meriti bellici l'onorificenza di Eroe dell'Unione Sovietica. Rientrato in patria, divenne comandante di tutte le forze corazzate e motorizzate sovietiche, con il grado di direttore della sezione veicoli corazzati del commissariato del popolo della difesa. Presente sul campo anche durante la guerra d'inverno contro la Finlandia; nel giugno 1940 cedette la sua carica all'allora generale d'armata Fedorenko. Venne promosso al grado di generale il 22 febbraio 1941.
Fu al comando del teatro d'operazioni occidentale dell'Armata Rossa durante i primi giorni dell'Operazione Barbarossa, nel giugno del 1941. L'attacco tedesco colse di sorpresa Pavlov e la linea del fronte a lui affidata cedette. Come immediata conseguenza Pavlov venne sollevato dal suo incarico e il 28 giugno il suo posto venne preso dal maresciallo Andrej Ivanovič Erëmenko. Venne quindi arrestato, accusato di incompetenza militare e condannato a morte per fucilazione. Insieme a lui vennero giustiziati il capo di Stato Maggiore del distretto, generale Klimovskich, anche capo del servizio segreto, e alcuni alti ufficiali dello Stato Maggiore. Venne riabilitato nel 1956.